# Jan Van Rompaey
Jan Van Rompaey (Lier, 25 september 1940) is een Vlaamse radio- en televisiepresentator. Op televisie werd hij vooral bekend als presentator van diverse praatprogramma's. 

## Biografie
Van Rompaey woonde van 1952 tot 1954 in Brugge en liep school in het Sint-Lodewijkscollege. Hij verhuisde toen naar Leuven en voltooide er zijn humaniorastudies. Hij vervolgde met economische studies aan de Katholieke Universiteit Leuven. 
Hij begon zijn carrière als journalist voor Humo. In 1963 werd hij losse medewerker bij de BRT. In 1967 begon hij als vast verslaggever voor de radio en werd presentator en interviewer op de televisie. Zo werkte hij voor het satirische programma Magesien en het humaninterestprogramma Echo.
Hij was de eerste die de zingende handtassenverkoper Édouard van de Walle begon te interviewen en liet hem ook opdraven in Magesien. Zo groeide deze zanger uit tot Eddy Wally. Van Rompaey bleef de carrière van Wally volgen en interviewde hem in 1972 na een tournee in de VS. Van Rompaey stelde Wally toen de vraag: "Eddy, hoe was het in Amerika?", waarop Wally het legendarische antwoord "Ge-wel-dig ... geweldig, geweldig, geweldig" gaf. Een ander bekend interview is dat met Fernandel in 1970, "Est-ce que vous vous sentez chez vous chez nous?", waar Fernandel de draak steekt met de onvolmaakte Franse taal van de jonge Van Rompaey.
Van Rompaey introduceerde ook veel concepten op de Vlaamse televisie die sindsdien geregeld werden toegepast: straalverbinding, televoting, anonieme getuigen enz.
Zijn bekende radioprogramma's waren Zomaar, Jan en Alleman, Rondetafel, Van Jan tot man en Zondagmiddag. Hij werkte mee aan de tv-programma's Echo, Terloops en Magesien. Eind 1974-begin 1975 had hij in het programma Jan en Alleman wekelijks rechtstreeks radiocontact via de korte golf met Fons Oerlemans op zijn vlot De Laatste Generatie.
Later begon Van Rompaey diverse praatprogramma's te presenteren, waaronder Argus (1986-1989, met Jessie De Caluwe), Zeker Weten? (1989-1993), Schermen (1994-1996), Jan Publiek (1997-1999), Ombudsjan (2000-2004, met Lies Martens) en Doe het licht maar aan (2003).
Van 1984 tot 2022 werkte hij ook mee aan UZ-magazine, het magazine voor patiënten en bezoekers van het Universitair Ziekenhuis Leuven. Hij deed daarin interviews met toevallige voorbijgangers van het ziekenhuis voor de rubriek 'Dorp in de stad'. 
Sinds 2005 ging hij bij de VRT met pensioen, maar hij presenteerde nadien nog wel geregeld op Vitaya. Hij schreef ook wekelijks een column in de weekendbijlage NU van Het Nieuwsblad, wat na een achttal jaar en circa 300 columns afliep in 2025, toen ook NU zelf vervangen werd. De rode draad in zijn carrière is het leven beschrijven van de gewone man, en van uitzonderlijke prestaties.

## Cameo's in strips
- Jan Van Rompaey heeft samen met Jessie De Caluwe, een cameo in het Kiekeboe-album De bende van Moemoe. Hij presenteert er het praatprogramma "Argeloos" (woordspeling op "Argus").
- Hij verschijnt ook in het eerste album uit de stripreeks De Geverniste Vernepelingskes door Urbanus en Jan Bosschaert waar Urbanus per ongeluk in een aflevering van Jan Publiek terechtkomt, terwijl men Bosschaert verwacht.